# Gymnomyza viridis
Gymnomyza viridis là một loài chim trong họ Meliphagidae.